# Cas McMartin
El cas McMartin va ser un cas judicial, en el qual van acusar als propietaris d'una guarderia preescolar d'haver realitzat abusos sexuals i rituals satànics als seus alumnes als anys 1980. El cas va començar amb una denúncia l'any 1983 contra la família McMartin, propietaris d'una guarderia, a Manhattan Beach (Califòrnia), que va arribar a acusar-los d'abús sexual de 360 nens i de la realització de rituals amb sacrificis d'animals en túnels subterranis dins de l'establiment.
A causa de la gravetat del cas, van tenir el judici més car dels Estats Units, amb 15 milions de dòlars invertit. Tot el procés d'investigació fins al veredicte final va durar 6 anys.

## Investigació

### Primers indicis
En el 1983, Johnson, mare d'un alumne, va notar que el seu fill tenia dolor mentre realitzava les seves deposicions, allà va sospesar que el seu fill havia sigut víctima d'algun tipus abús.
Poc més tard, la mare va presentar una denúncia cap a la guarderia, dient que el seu fill havia sigut sodomitzat pel seu exmarit i un professor de la guarderia McMartin (propietaris de la guarderia), després d'haver portat al seu fill a l'hospital i que li confirmessin que havia sigut abusat sexualment. Però algunes fonts estableixen que el fill de Johnson no va arribar mai a confirmar el fet d'haver sigut abusat, mentre que altres diuen que sí.
Johnson, qui havia sigut diagnosticada amb esquizofrènia, va realitzar diverses acusacions més, com per exemple, que "el personal de la guarderia havia tingut relacions sexuals amb animals", que "Peggy va perforar a un nen per sota els seus braços" i que "Ray Buckey va volar pels aires".
Després d'aquella denúncia, la policia va començar a introduir-se en el cas, començant per enviar cartes a més de 200 pares avisant que els seus fills podrien haver sigut abusat i que els preguntessin sobre el succeït.
La policia va trigar 8 mesos a formar un grup d'investigació pel cas. Els denunciants van considerar que el temps sense investigació havia permès als acusats aprofitar per desfer-se de proves fonamentals (vídeos, fotografies i restes d'animals dels rituals) descrits per alguns nens.

### Procediment inicial i proves
Abans de començar el judici, la senyora Johnson va ser trobada morta sense haver pogut declarar. També, un policia, Paul Bynum, el qual havia de testificar que aparentment havia trobat ossos d'animals en el jardí de la guarderia va aparèixer mort, en forma de suïcidi, abans de poder declarar.
El cas va tenir més de 300 denúncies de suposades víctimes. Els nens suposadament abusats van declarar durant molts mesos sobre els presumptes abusos, però no va haver-hi proves suficientment rellevants per confirmar-ho, com algun testimoni que pogués confirmar els actes o alguna gravació dels fets. Però en els inicis del cas, els nens havien negat qualsevol classe d'abús, en canvi, després de preguntes presumptament suggestives relacionades amb la verificació d'aquests els nens van acabar confirmant-los explicant relats sobre els fets de forma estranya i amb successos poc probables, degut això el jurat no ho va trobar del tot creïble.
L'acusació va presentar com a evidència fotografies fetes en el Children's Institute International (Institut Internacional dels Nens), les quals mostraven el que suposaven que era un trauma en l'àrea genital. La directora de l'institut, Key McFarlane, va gravar aproximadament 400 nens amb intenció de trobar evidències. El Dr. Heger també va examinar mèdicament 150 dels nens, arribant a la conclusió de què el 80% d'ells havien estat maltractats a través d'algú tipu d'abús.
El professor acusat, Ray Buckey, net de la fundadora de la guarderia, Virgínia McMartin, i fill de l'administradora Peggy Mc Buckey, va ser interrogat durant la investigació del cas per declarar-lo culpable dels càrrecs en contra d'ell sobre diferents abusos. Temps més tard, en el gener de 1986, tots els acusats van ser absolts per falta de proves, menys Ray Buckey i la seva mare.

### Resultat final i factors rellevants
En el gener de 1990, després de 33 mesos de judici, el jurat va determinar a la parella no culpable de 52 càrrecs, 13 càrrecs van quedar en punt mort, ja que el jurat no va arribar a ningú acord. Al final del judici la mare va quedar amb un sol càrrec.
El veredicte final va enfadar molt als pares dels nens que suposadament havien sigut abusats. Per això, un dels jurats, John Breese, va declarar que no havia quedat demostrat que els Buckeys fossin innocents però que no hi havia suficients proves per condemnar-los. També, altres membres del jurat havien reconegut que havien cregut als nens, però no hi havia proves factibles que demostressin que la persona, la qual havia realitzat els actes fos Ray Buckey. A part, el jurat havia notat que la forma de les preguntes formulades a les víctimes havien sigut suggestives per part dels investigadors, poden així, manipular les respostes.
Un altre factor que va determinar el veredicte final, va ser que els nens explicaven que quan abusaven d'ells, havien sigut portats fins a una habitació secreta dins de túnels subterranis. Durant el mes de maig de 1990 es van realitzar diverses excavacions a baix l'escola, per contrastar si els mencionats túnels subterranis i l'habitació secreta eren reals o inventats. Aquest relat va ser poc creïble per part dels investigadors que portaven el cas, qui pensaven que havien mentit o havien sigut víctimes de la falsa memòria.
L'arqueòleg, Gary Stickel, va concloure que havia trobat túnels subterranis que col·laborarien amb l'autenticitat de la història que els nens havien explicat. Segons ell, havia trobat dos túnels subterranis a baix l'escola que suposadament portaven fins a la mencionada habitació secreta i lloc dels abusos.
Josephson Wyatt, de la Marshall University, va anul·lar l'explicació de l'arqueòleg Gary Stickel confirmant que podria haver trobat una sèrie de vells pous de brossa, basant-se amb les proves o restes que l'arqueòleg havia trobat, les quals eren fusta, objectes metàl·lics vidres, llaunes, botelles, claus i ossos d'animals.
L'excavació arqueòloga va donar com a resultat final el descobriment de fòssils de pollastres, gossos, conills, porcs, rèptils i altres, però no van mencionar res sobre els suposats túnels descoberts per l'arqueòleg Gary Stickel ni l'habitació secreta.
Davant el veredicte final del judici, els nens suposadament abusats (quan va acabar el judici tenien entre 11 i 14 anys) es van mostrar indignats i sorpresos, igual que les seves famílies. Alguns nens van assegurar que esperaven un altre veredicte, ja que alguns jutges van reconèixer que els havien cregut, però mai havien considerat la possibilitat d'un veredicte de no culpabilitat.

## Pel·lícula
Aquest judici es va fer tan famós que van fer una pel·lícula amb l'argument del cas. La va dirigir HBO i va sortir l'any 1995, amb el nom de Indictment: The McMartin Trial (literalment, "Enjudiciament: el cas McMartin").